# Jihlavské podzemí

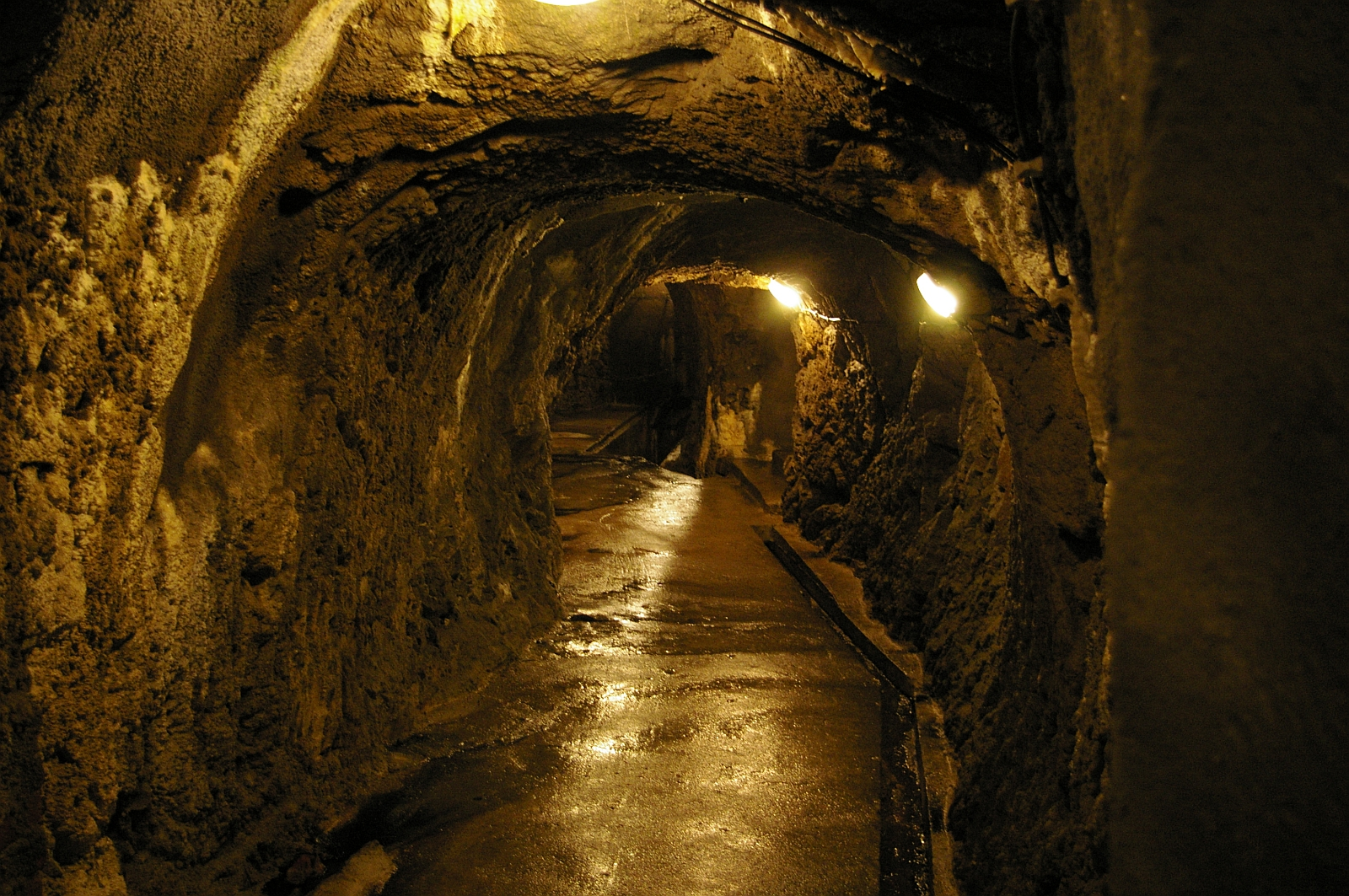
Chodba jihlavských katakomb

Systém podzemních chodeb v Jihlavě zvaný také jihlavské katakomby (tento název je však laický, neboť označení katakomby se používá pro podzemní pohřebiště, které se v jihlavském podzemí nenachází) je s rozlohou 50 000 m2 a délkou asi 25 km po znojemském podzemí druhý nejrozsáhlejší v České republice. Katakomby se nacházejí pod celým městem a pod většinou městských památek. Tato historická a technická pamětihodnost je jedním z posledních dochovaných pozůstatků činnosti středověkých jihlavských horníků, neboť většina starých stříbrných dolů v okolí města zanikla.
Jihlavské podzemí začalo vznikat již v souvislosti s budováním města, nejprve jako sklepy, které se později rozšiřovaly a prohlubovaly. Dlouho se historici domnívali, že katakomby vznikly díky těžbě stříbra, což bylo geologickými výzkumy vyvráceno, poté se spekulovalo o vojenském využití, ovšem ani to se neprokázalo. Nejpravděpodobněji se zdá, že podzemí bylo budováno z ekonomických důvodů: ve 14. století došlo k hospodářském rozvoji, který zapříčinil potřebu nových skladovacích či výrobních prostor, a vzhledem k nedostatku místa na povrchu se pozornost měšťanů upřela do hlubin. Mezi 14.–16. stoletím havíři vyrazili tři patra v rulovém a žulovém podkladu; těžba tehdejšími nástroji byla velmi zdlouhavá a namáhavá.
Majitelé později prostory využívali také k ukládání cenností či k zavedení kanalizace a vodovodního řadu z borového dřeva. Během druhé světové války chodby asi využívalo gestapo jako protiletecký kryt. V 60. letech 20. století došlo k masivnímu propadu chodeb, což vedlo k vybetonovaní skoro celého prostoru, čímž byla značně poničena historická hodnota podzemí. Během tohoto zpevňování bylo podzemí zmapováno. Město zde nechalo razit kolektory, které však kvůli nedostatku peněz a přesnější vizi zůstávají nevyužity.
V roce 1936 bylo podzemí poprvé zpřístupněno veřejnosti, za druhé světové války je nacisté z bezpečnostních důvodů uzavřeli, v letech 1949–1969 mohli opět turisté katakomby zhlédnout, ovšem kvůli stavebním úpravám je město znovu uzavřelo. Chodby poté zpřístupnilo až v roce 1990 občanské sdružení Jihlavský netopýr. Tehdy mohla veřejnost navštívit dva okruhy. Okruh Alfa je dnes pro veřejnost uzavřen a vedl sanovanou (vybetonovanou) částí podzemí. Druhý, tzv. Starý okruh vede pod horní částí Masarykova náměstí a tvoří jej převážně původní chodby. Velkým tahákem pro turisty se stalo objevení tzv. svítící chodby. Dlouho se spekulovalo o původu záření, expertizy poté dospěly k tomu, že pravděpodobně chodbu německá armáda natřela luminiscenční barvou Lichtgelb, která obsahuje svítivý wurtzit. V této štole se nachází výklenek, u nějž citliví jedinci údajně cítí nadpřirozené síly. O tyto údajné paranormální jevy se zajímal reportér Stanislav Motl, který v katakombách několikrát přenocoval a nafilmoval zde něco, co má zachycovat stín osoby.

## Historie

### Vznik

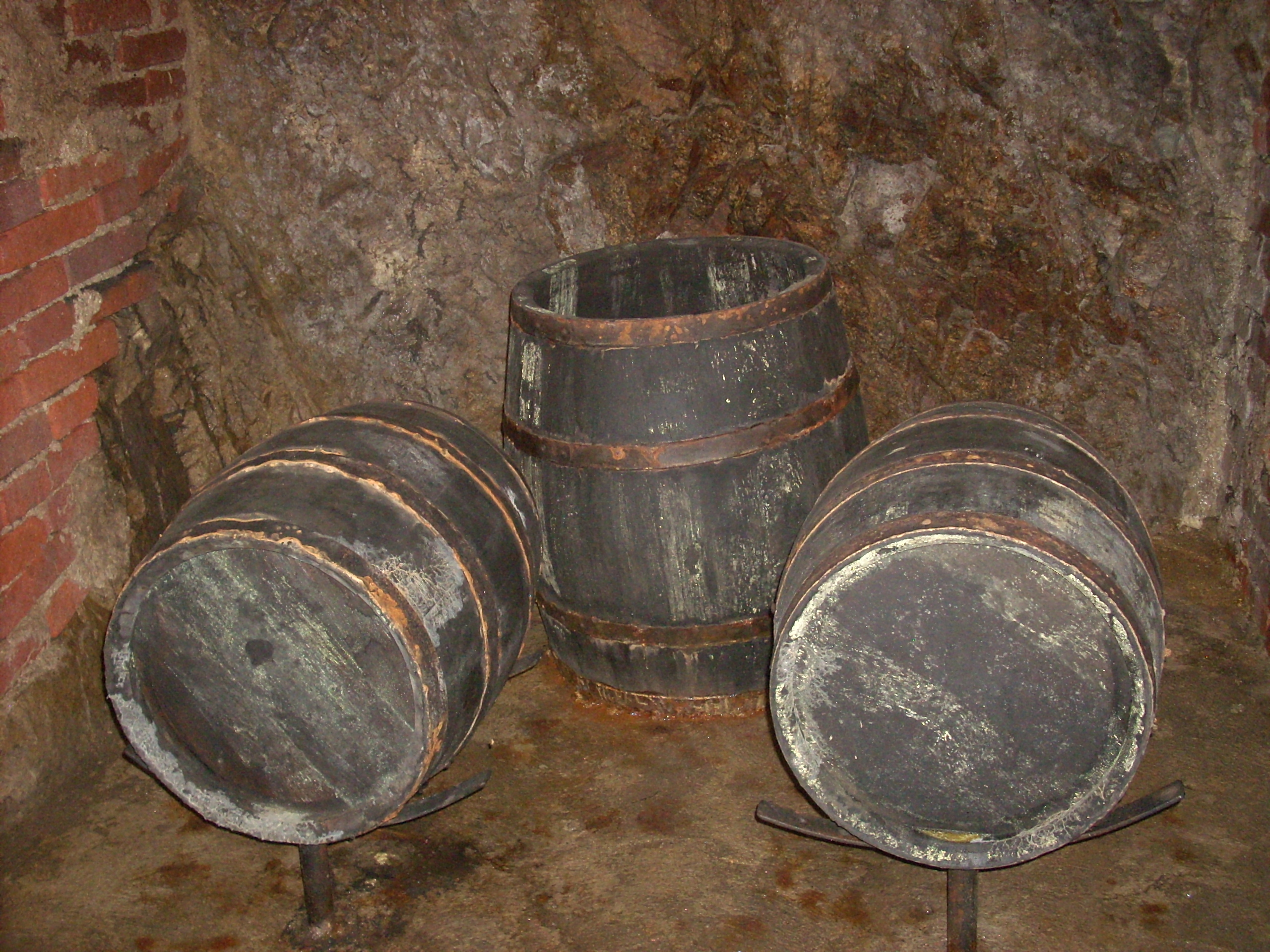
Původní pivní sudy uchované v jihlavském podzemí

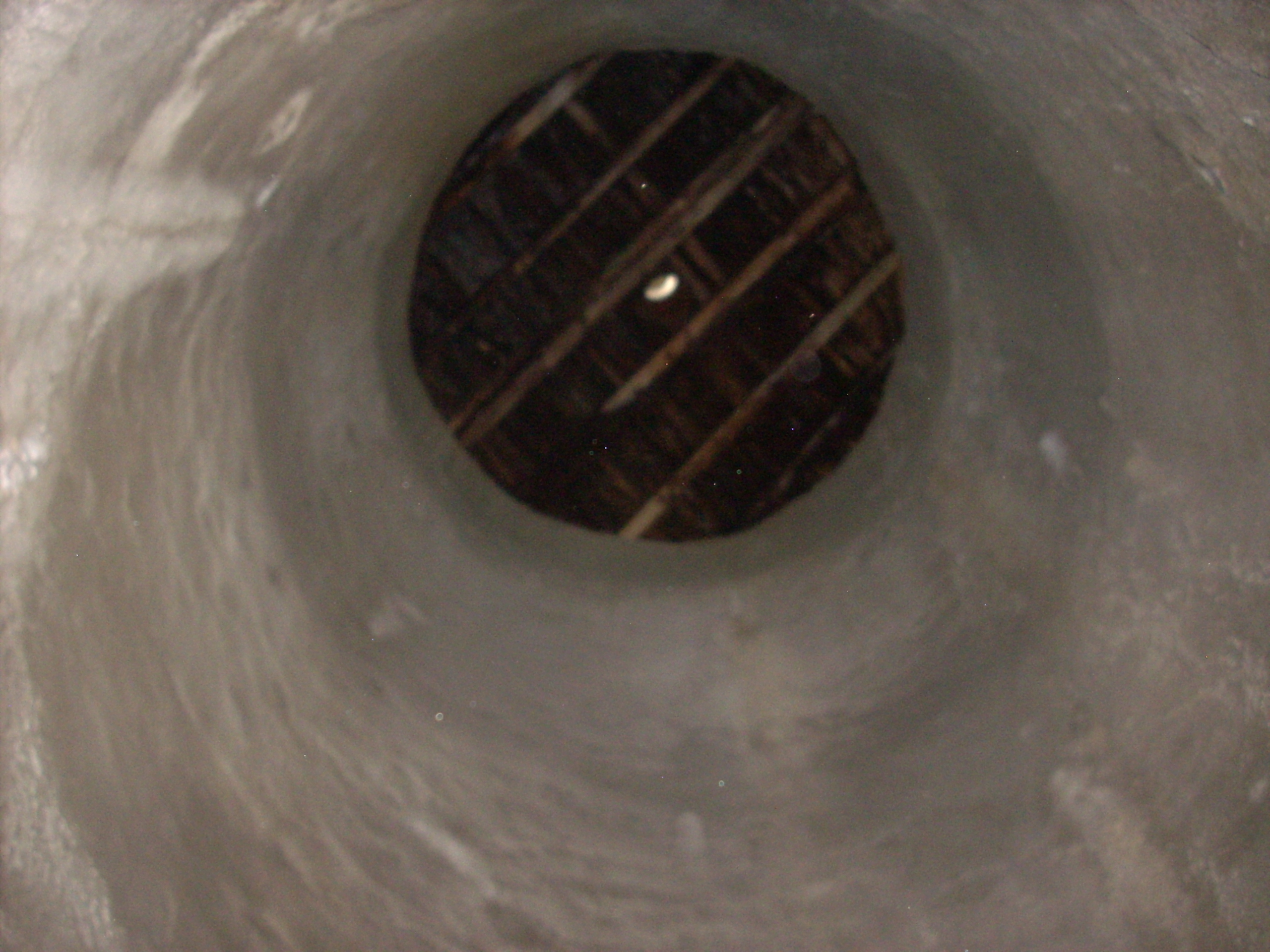
Šachta používaná na odklízení vytěžené horniny

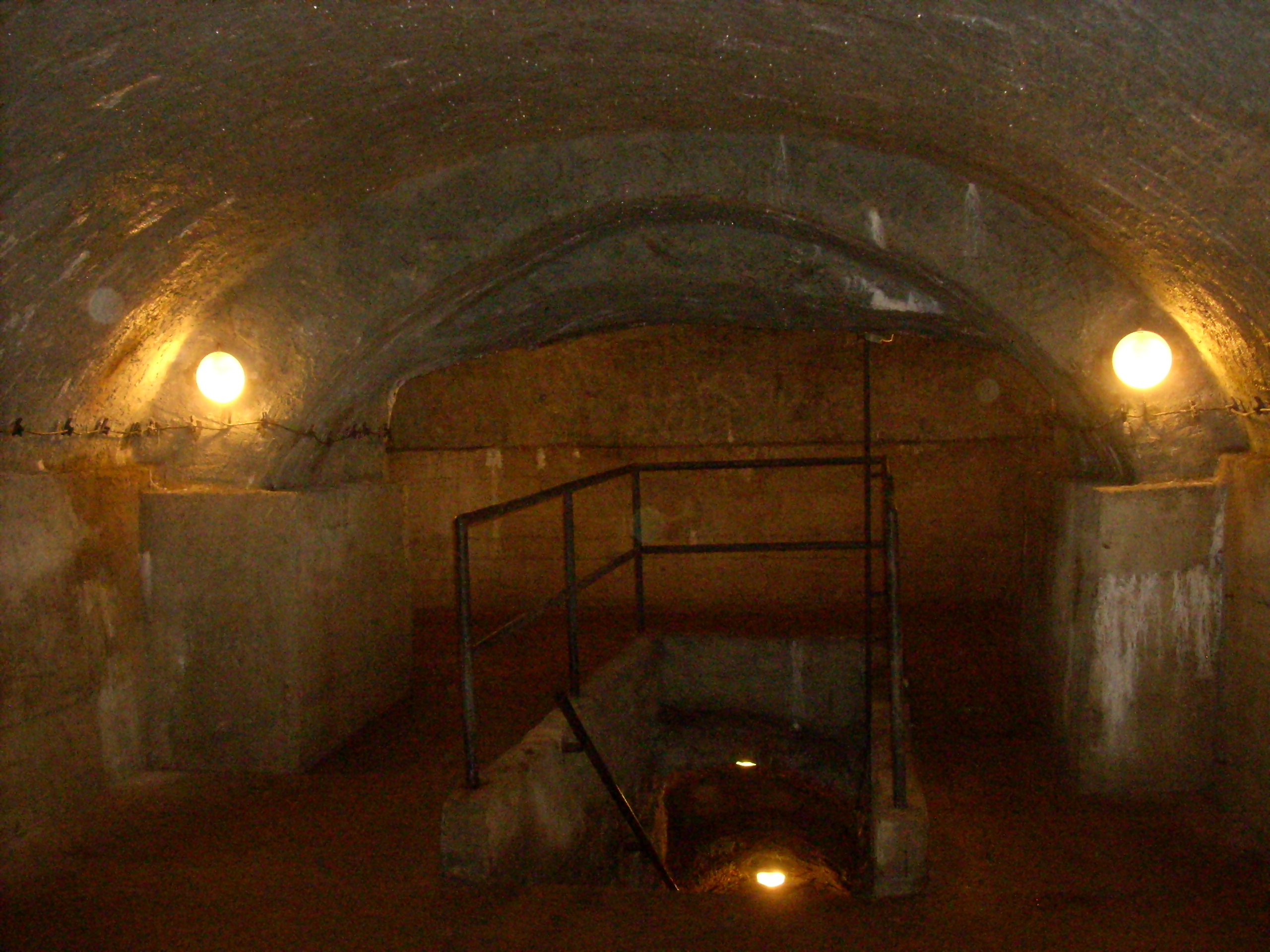
Největší místnost jihlavského podzemí, původně využívaná jako sklep

O důvodu vybudování chodeb vedli historikové dlouho spory, v průběhu let se prosazovaly tři verze.
V 19. století se historici domnívali, že vznik souvisí s těžbou stříbra, jak ovšem ukázal geologický průzkum v 60. letech 20. století, zdejší rula stopy tohoto cenného kovu neobsahuje a ani způsob a tvar ražby neodpovídal důlním štolám. Tento omyl podporovaly i záznamy v městských knihách ze 16. století, ve kterých se psalo, že rudné štoly byly hnány až pod město.
Také spekulace o vojenském účelu chodeb se ukázaly jako liché, pouze za třicetileté války v letech 1645–1647 katakomby využívali Švédové. Častěji je během ostřelování používalo civilní obyvatelstvo, protože měšťané jimi mohli procházet libovolně z domu do domu, aniž se vystavovali nebezpečí.
Později se vědci shodli na teorii, že chodby vznikly z hospodářských důvodů. Ve 14. století v okolních dolech upadala těžba stříbra, poprvé poklesla, když 5. a 6. srpna 1328 postihlo město silné zemětřesení, které zavalilo mnoho dolů, případně je později zaplavila voda. Díky dobré poloze Jihlavy při křižovatce obchodní cest se zde však začala rozvíjet řemesla a obchod.
Měšťané si již kolem poloviny 13. století pod svými domy, které stály na úzkých parcelách, nechali rozšiřovat stávající sklepy, aby mohli uskladnit zboží (především sukno, neboť soukenictví se v tomto městě velmi rozmohlo), potraviny nebo sudy s vínem. Dále se zde ukládaly ke zrání sudy s pivem, které se vařilo v každém třetím domě. Na ražbu sklepení si najali nezaměstnané havíře, kteří tak našli nové uplatnění.
Původní sklepy tvořily jámy v zemi (ve středověku nesly název „lochy“), dovnitř vedla tzv. šíje, kudy se vstupovalo přímo z ulice nebo ze suterénu domu. Loch byl kvůli narůstajícím potřebám prodlužován, budovaly se i boční slepé uličky, čímž pod domem vznikl malý labyrint chodeb. Byly zde zřízeny i jakési lednice, ve kterých se uchovávaly zásoby masa. Do těchto prostor vedly úzké komíny sloužící ke spouštění kusů ledu, jež zajišťovaly chlazení. V té době platilo, že čím bohatší majitel, tím větší sklepení nechal vybudovat, a to často přesahovalo samotný nadzemní půdorys budovy. Nacházely se zde i sklady výrobků nebo dílny řemeslníků, které se stavěly pravděpodobně převážně v 2. polovině 14. století.
Ražba nových sklepů a chodeb mezi nimi ve skalním rulovém a žulovém ostrohu probíhala především koncem 14. století. Razilo se pomocí jednoduchého železného kladívka, klínu, různých špičáků a sochorů, které mohly být ze dřeva nebo železa. Havíři horninu kousek po kousku vylamovali směrem odshora dolů a rozdělovali na menší části. Tvrdou horninu pravděpodobně rozrušovali pomocí ohně: havíři masiv obrovnali dřevem, pomazali jílem, zapálili, a rozehřátou horninu poté zchladili vodou, čímž skála popukala a mohli ji želízkem a mlátkem postupně odlamovat. Tato metoda se nazývala „sázení ohně“. Problémy ovšem způsobovala likvidace následků ohně, chodby musely být dobře odvětrané menšími šachtami, které vedly na povrch, nebo se čekalo na samovolné rozptýlení kouře. Ovšem zakouřené stěny či stropy se nedochovaly, možná se nacházejí pod vrstvou dusaného prostého betonu. Vylámaný kámen horníci shromažďovali v různých nádobách, nejčastěji v koších z proutí či kožených vacích, které později vynášeli na povrch. V závěrečné části hloubení již mohli používat lana, dřevěné žebříky a dokonce i jednoduché vrátky na vytahování vytěženého materiálu, který mohl být využíván při budování opevnění města. Pracovníci si svítili dřevěnými loučemi či jednoduchými keramickými, kamennými či hliněnými kahánky na olej nebo na hovězí lůj, v němž byl ponořen knot. Oblékali se do hrubých kalhot a haleny s kapucí, kožená zástěra, kterou měli zavěšenou vzadu u pasu, bránila prodření oděvu o ostré výstupky horniny. Z kůže byly vyrobeny i speciální pevné boty. Pracovalo se ve třech osmihodinových směnách pět dní v týdnu, při ražbě šachty o profilu 2×1 metr se ve tvrdé hornině za jednu směnu vyrubalo asi 2–2,5 cm prostoru. Havíři se kvůli náročné práci dožívali nízkého věku, v průměru 32–35 let.

### Rozvoj a úpadek

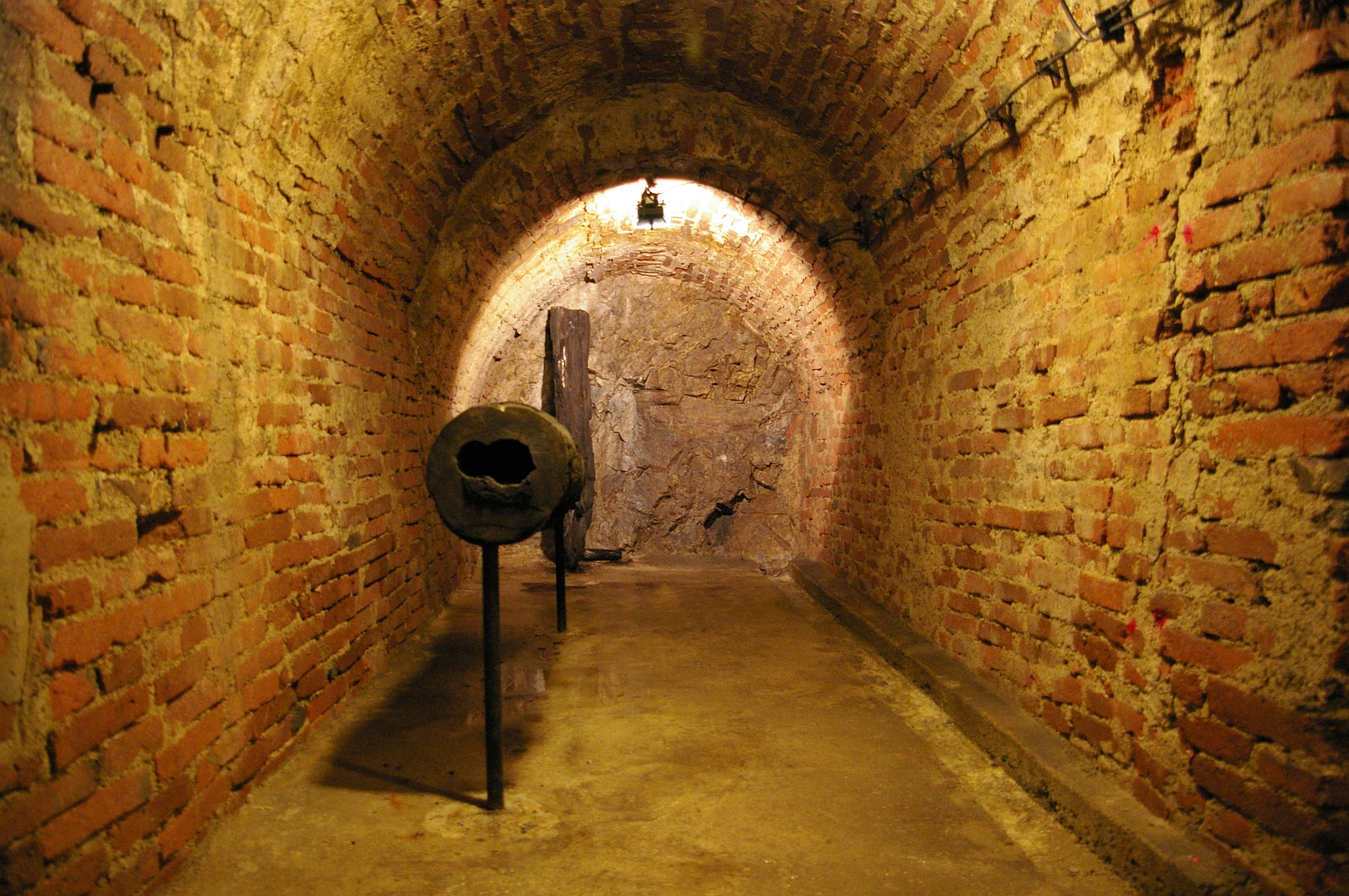
Původní vodovodní trúba z borového dřeva

Na sklepy později navázala soustava propojovacích a kanalizačních chodeb, která odváděla přebytečnou vodu do řeky. Většina domů v centru města byla navzájem propojena a vstup do podzemí byl z každého významnějšího domu.
K propojování zprvu docházelo nechtěně, až později plánovitě, což souviselo s hospodářskou kooperací sousedů nebo se získáním okolních domů (např. svatbou, koupí). S tím jsou spojeny i mnohé zazdívky chodeb, vzniklé po změně majetkových vztahů. Měšťanům propojování nevadilo, neboť všechny domy na náměstí a v přilehlém okolí patřily městskému patriciátu, který tvořil úzkou a velice pevně semknutou vrstvu obyvatelstva. Překvapivě neexistuje jediný doklad o tom, že by jeden měšťan druhému z podzemí něco odcizil. Před ostatními obyvateli města však patriciát rozsah podzemí přísně tajil, proto ani jeden z jihlavských kronikářů neuvedl o podzemí žádné podrobnosti. Stále stojí sklepení i pod již neexistujícími historickými stavbami.
Během husitských válek zde v roce 1421 sedlecký klášter na příkaz tehdejšího opata ukryl své cennosti, mezi nimiž byl například opis Zbraslavské kroniky, který po válkách zůstal v majetku města. Pod názvem Jihlavský rukopis je uchován ve Státním okresním archivu v Jihlavě. Tento exemplář vznikl v 90. letech 14. století.
18. května 1523 došlo pravděpodobně k největšímu požáru města, který založilo několik opilých žen připravujících si koblihy na rozpálených kamnech. Jihlava vyhořela celá kromě dominikánského kláštera a pár domků. Chudina skoro rok musela bydlet v podzemních prostorách, než si postavila nové domy.
Za třicetileté války tehdejší kronikář Jan Rock uložil veškeré písemnosti do hlubin, aby je uchránil před Švédy, kteří za svého působení v jiných městech tyto písemné materiály vyhledávali, zabavovali a posílali jako válečnou kořist své královně Kristýně I.
Hlubší i několikapatrové chodby se začaly razit mezi 16. a 17. stoletím, zpevňovat cihlovým vyzděním se začalo ve 2. polovině 17. století v místech, kde skála byla měkčí a hrozil sesuv. Používané cihly byly velmi úzké, dlouhé 32 cm. Dokladem doby zpevňování je letopočet 1655, vytesaný do cihlového pásu v tunelu mezi radnicí a morovým sloupem.
V 18. století začalo využívání katakomb uvadat, koncem téhož století byla část chodeb přeměněna v kanalizaci, dále byly využívány pouze privátní sklepy. Prostory se zaplavovaly, zanášely odpadem, byly zasypávány či se samovolně propadaly.
V roce 1805 Jihlavu oblehla během napoleonských válek francouzská armáda, bohatí měšťané se obávali, že je vojsko oloupí, proto své cenné šperky a zlaté mince ukryli do podzemí, měli je údajně zahrabat a zazdít. Ke krádežím nedošlo, ovšem přišla cholera, která postihla značnou část obyvatelstva, tudíž prý některé z pokladů zůstaly nevyzvednuty a dodnes se po nich pátrá.
V 19. století město budovalo vodovody, plynofikaci, občané stavěli nové domy a rozšiřovali ty stávající. Kvůli stavebním činnostem mnoho chodeb zasypali sutinami, aby ušetřili na nákladech za odvoz sutě. Na mnoha místech tím porušili starý odvodňovací systém, chodby plnila voda, musely být nalezeny původní odtoky, jinak by došlo k podmáčení základů staveb. Majitelé domů nad katakombami stavěli zdi v průchozích chodbách labyrintu, aby tak ochránili své sklepy před nenechavými návštěvníky, neboť se nezřídka stávalo, že našli své sklepní zásoby vypleněné. Ovšem tím narušili jeho celistvost, přesto se v tomto trendu pokračovalo i za 1. republiky.
Během druhé světové války Němci zazdili mnoho vchodů z domů, protože se obávali partyzánského odboje.

### Původní využití
V roce 1995 nalezli pod současnou farou kostela sv. Jakuba Staršího čtvercovou šachtu s dřevěným pažením jako pozůstatek po průzkumném dolování ve druhé polovině 13. století. O snaze dolovat stříbro přímo pod městem nás informují městské knihy ze 16. století, kdy se sondovalo v blízkosti Křížové ulice. Pokusy probíhaly i v počátcích budování města. Malý výskyt stříbronosných rud se nachází ve východní části jihlavské ostrožny.
Až do 60. let 20. století se dochovaly nízké dřevěné lavice sloužící k uložení sudů s pivem. Strop nad nimi zčernal od vysiřování těchto sudů. V podzemí se také vařil slad. U vstupů do sklepa mohli majitelé zapustit kůl zvaný „štok“, pomocí něhož spouštěli a vytahovali sudy. Sklepy se využívaly podle archeologických výzkumů i k uskladnění různých druhů ovoce a zeleniny.
Za druhé světové války se katakomby využívaly jako protiletecký kryt.

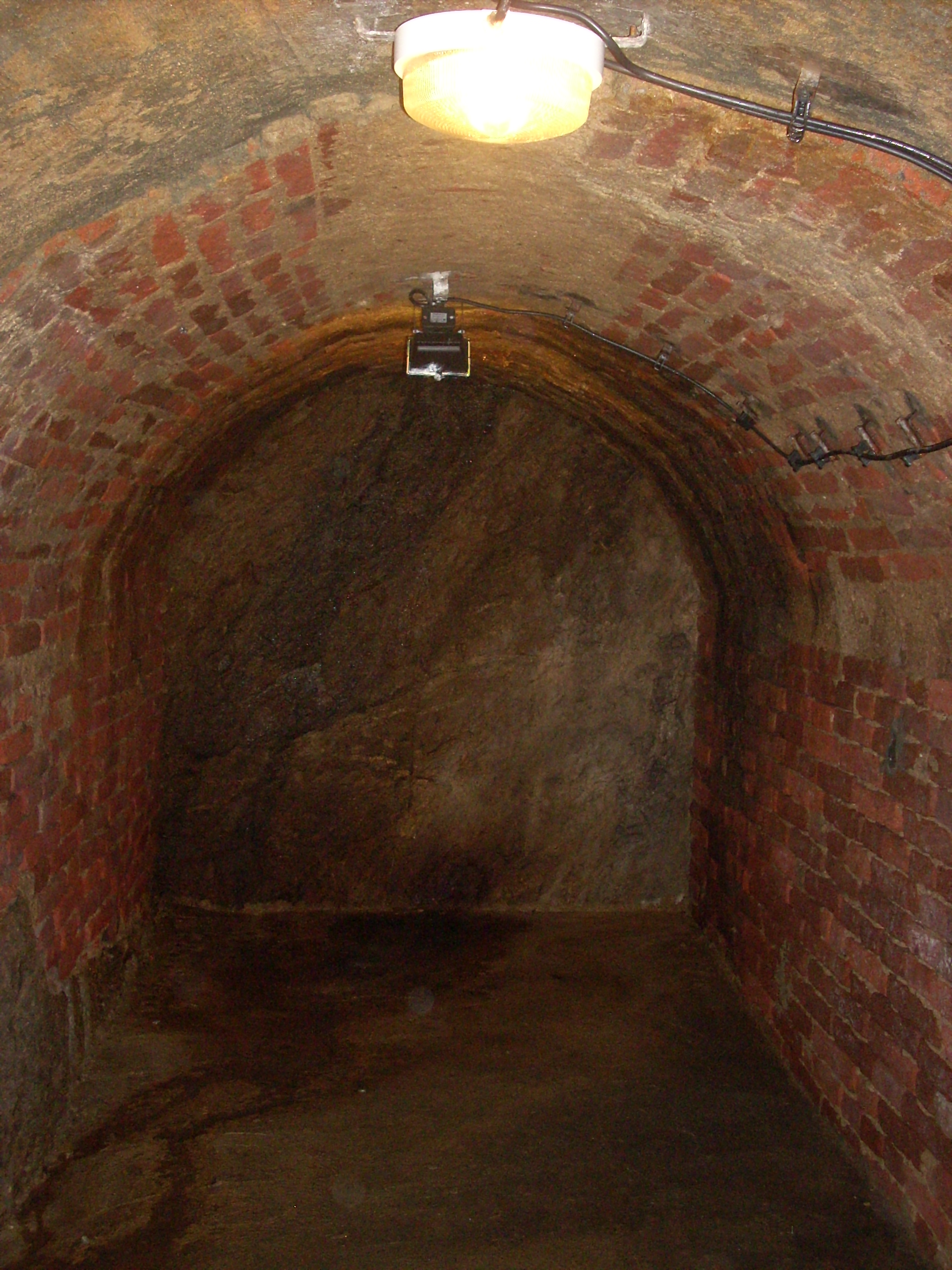
Kanalizační chodba

Kromě hlavních chodeb, které sloužily k průchodu, existují i kanalizační štoly vybudované koncem 18. století. Měří 0,6–0,7 m na šířku a 1,0–1,7 m na výšku. Tyto chodby stavitelé oddělili od zbytku podzemí pevnými zazdívkami. Ústily do hradebních příkopů do dubových šoupat, které umožňovaly úplné uzavření. Poslední z těchto zařízení bylo zničeno v roce 1951 při výstavbě znojemského mostu přes údolí Koželužského potoka. Některé štoly středověké městské kanalizace svému účelu slouží dodnes, samozřejmě u nich proběhlo zpevnění a technické služby je standardně napojily na nový systém.
Z Jihlavy vedlo i několik únikových chodeb do všech světových stran, pět z nich existuje dodnes. Tři jsou průchozí po celé délce. První začíná pod ulicí Matky Boží a končí za komunikací V Důlkách, druhá vede od Znojemské ulice k bývalému učňovskému středisku Jihlavanu (dnes obchodní centrum City Park na Hradební ulici). Obě ústily až za hradními příkopy. Tzv. Švédská štola, která se nachází mezi městskou knihovnou a jihlavským parkem Heulos, je veřejnosti nejznámější a je přístupná ze Starého okruhu, kde začíná jedenácti schody, chodba je široká 68 cm, postupně se zvyšuje ze 152 cm u vchodu až na 181 centimetrů. Nedaleko vstupu se nachází šedesáticentimetrová zazdívka s poklopem, v pravém dolním rohu je vytesán odtokový kanál pro stále proudící vodu. Výstup uzavírající železná dvířka ústí v parku Heulos za budovou rockového klubu. Touto chodbou poslal švédský velitel, plukovník Samuel Österling, během třicetileté války svého posla do Olomouce pro pomoc, když roku 1647 Jihlavu oblehlo císařské vojsko. Ovšem největšího využití se dočkala jako odvodňovací kanál pod bývalým jezuitským klášterem.
V podzemí se zachovalo také 256 studánek a studní, které byly většinou vybudovány vedle schodišť či se nacházejí blízko sklepů domů, se kterými byly spojeny studničními šachtami. Hloubily se také ve výklencích, které odbočují z hlavních chodeb, nad výklenky jsou otvory, kterými se ze sklepů spouštěl do studen okov. Byly převážně vybudovány v 15. století, kdy město často obléhala nepřátelská vojska. Pro archeology se staly tyto studny pokladnicí středověké keramiky, která do nich napadala. V současnosti voda má stabilní teplotu 5 °C, je křišťálově průzračná, ovšem obsahuje vysoké procento dusičnanů. Dříve v ulici U Mincovny fungovala soukromá sodovkárna, jež z jedné podzemní studny čerpala vodu na výrobu limonád.

### Moderní úpravy

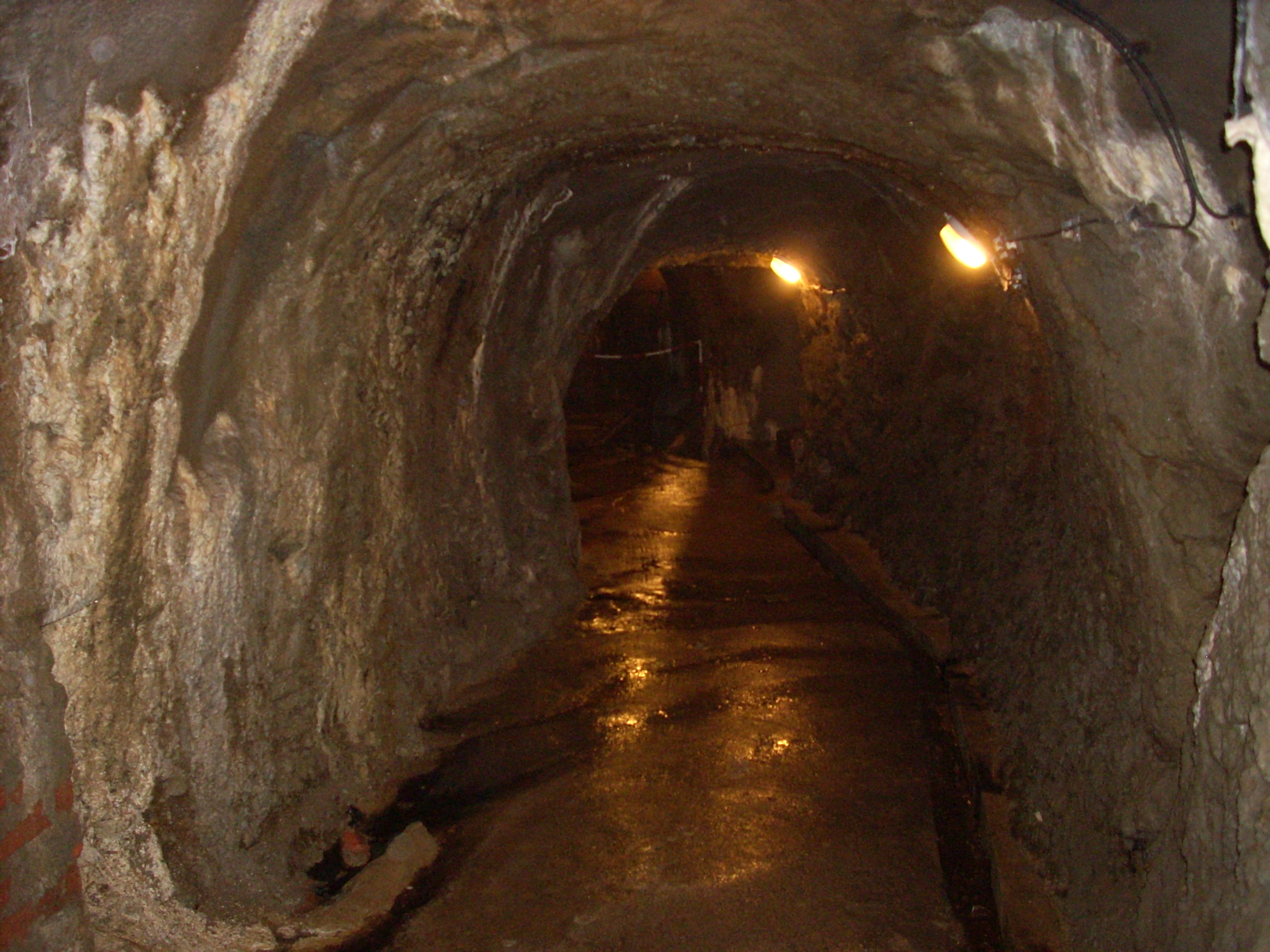
Typická vybetonovaná chodba

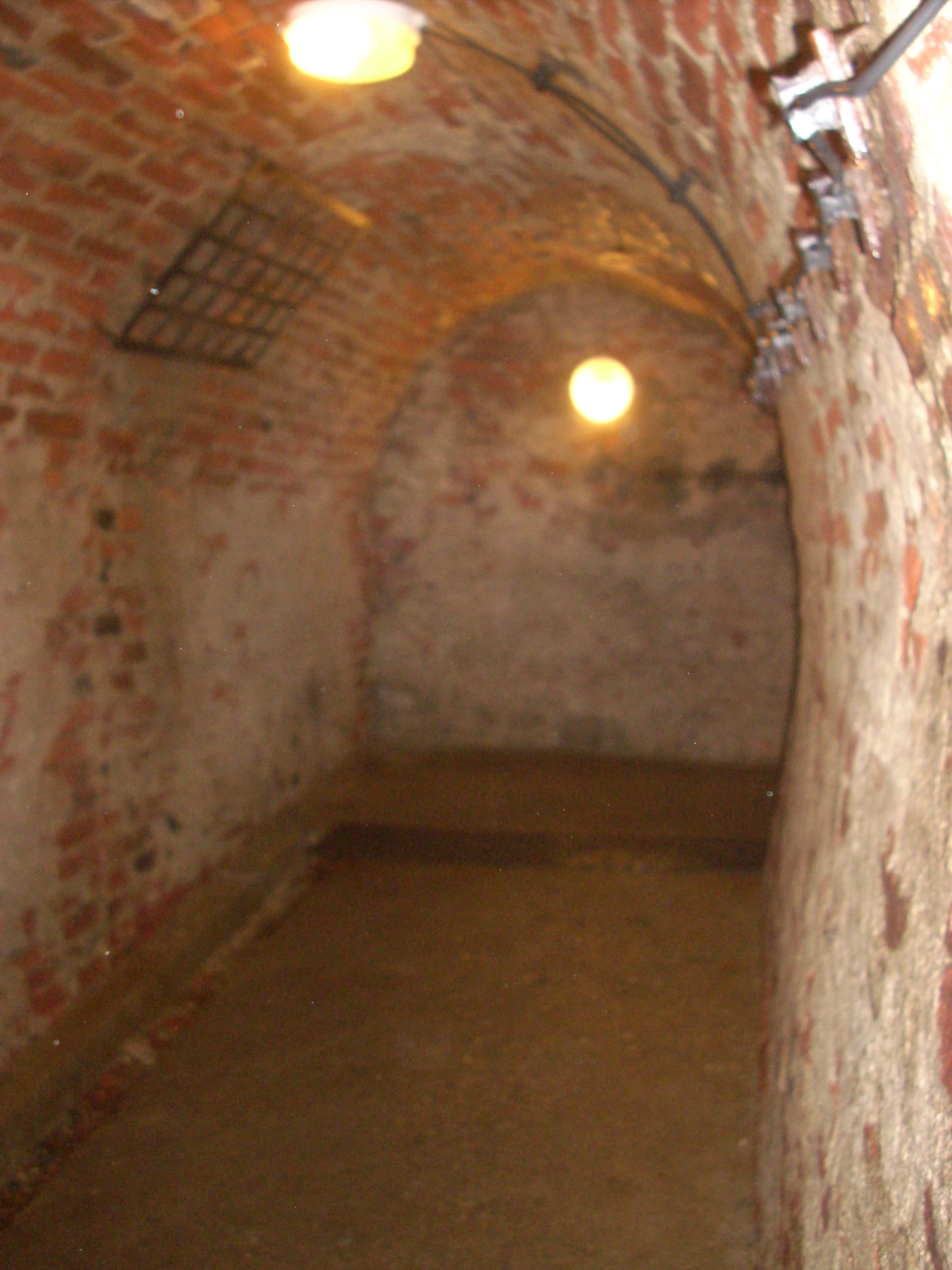
Zachovalá původní cihlová chodba v tzv. Starém okruhu

V 60. letech 20. století většinu chodeb, kromě prohlídkového okruhu, zpevnila betonová krusta, proběhlo čištění, některé chodby byly zasypány, zazděny či zabetonovány, čímž sice došlo k zabezpečení před případnými propady, leč to zničilo historickou hodnotu tohoto podzemního díla a kvůli časové tísni, kdy hrozily další sesuvy, nemohl být proveden řádný historický a archeologický průzkum. Při stěnách chodeb vznikly nové odtokové kanály nahradivší původní středověký systém, v některých částech se pro jistotu počítalo s větším průtokem vody, proto pro odtok byla ponechána celá šířka chodby, kterou kryjí 30 cm nad podlahou kachlíky. Ve stejné době došlo k vytvoření první soudobé podrobné mapové dokumentace.
Deštivé jaro 1961 zapříčinilo zvýšenou hladinu spodní vody v podzemí, která podmáčela mnohé stavby ve městě, na náměstí se dokonce propadaly těžké nákladní automobily, v Husově ulici se sesulo průčelí jednoho domu. Národní výbor rozhodl o okamžitém zahájení sanace chodeb. Zpevňovací práce započaly v listopadu 1965 ve východní části Masarykova náměstí. Pracovníci Geoindustrie a podniku Výstavba kamenouhelných dolů Kladno opatřili stěny chodeb dřevěným bedněním vzdáleným cca 30 cm od skály. Vzniklý prostor byl od roku 1966 betonován nástřikem pomocí tlakové pistole, hmotu do hlubin vhánělo potrubí pomocí stlačeného vzduchu.
V roce 1969 betonování došlo až k zpřístupněnému úseku, prohlídky musely být zastaveny, část chodeb (cca 200 m) pod tehdejší Okresní knihovnou a částí kláštera sv. Kříže dělníci ponechali v původním stavu, pouze je zpevnili betonovými pilíři a obetonovali původní cihlové podlahy, protože se tehdy počítalo s novým otevřením.
V 70. letech 20. století se začaly razit nové chodby – kolektory pro inženýrské sítě ve třech podlažích, první úroveň se nachází v hloubce 8 metrů pod povrchem, druhá v 16–18 metrech a třetí patro v 22 metrech. Hloubení bylo z finančních důvodů zastaveno, na své využití tyto kolektory stále čekají.

### Zpřístupnění
K prvnímu zpřístupnění došlo během oslav 500. výročí vyhlášení tzv. basilejských kompaktát v roce 1936. V té době byla otevřena část chodeb pod hlavním náměstím.
Po skončení druhé světové války občané žádali o zpřístupnění alespoň části chodeb veřejnosti. V roce 1949 byly otevřeny podzemní chodby pod radnicí a náměstím. Kulturní odbor městského národního výboru nechal elektricky osvětlit a vyčistit jeden kilometr chodeb pod knihovnou, který zpřístupnil v roce 1957. První průvodce vyšel počátkem 60. let. V roce 1969 byly katakomby pro návštěvníky uzavřeny, k obnově přístupu došlo až 30. června 1991 u příležitosti 555. výročí přijetí basilejských kompaktát v Jihlavě.

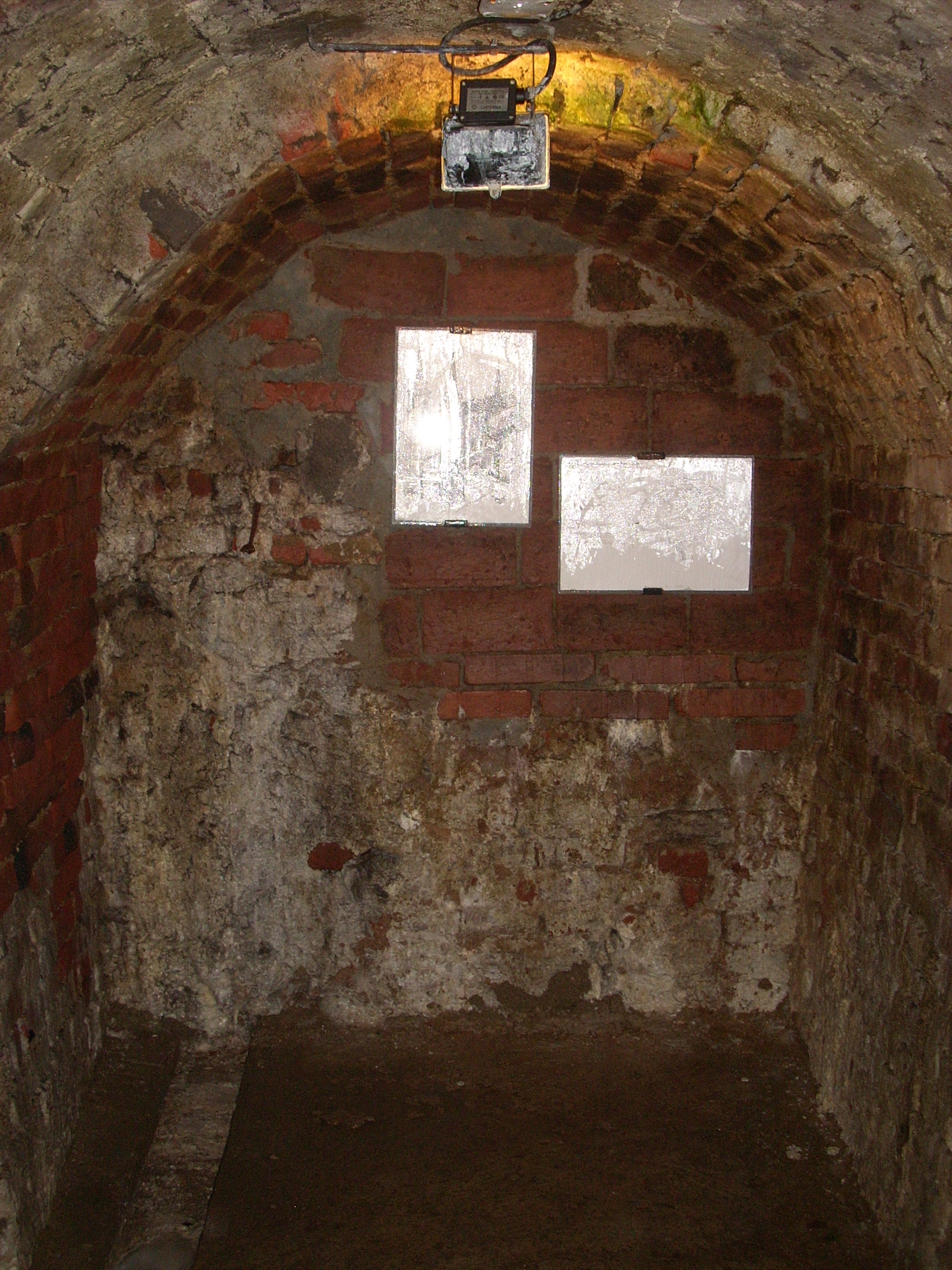
Základová zeď kostela sv. Ignáce z Loyoly

Pro turisty byly tehdy zpřístupněny dva samostatné okruhy, dnes je v provozu pouze tzv. Starý okruh. Vchod do okruhu se nachází u městské knihovny. Trasa vede pod severovýchodní částí Masarykova náměstí, tedy v místech, kde původně stávaly městské domy zbořené v 17. století, dnes zde najdeme budovy někdejšího jezuitského kláštera a kostel sv. Ignáce z Loyoly. Má jen 400 metrů, ovšem okolo 200 m tvoří původní zachovalé chodby, které pouze místy zpevňují cihlové pásy pocházející z 16.–18. století, jež jsou v první podzemní chodbě okruhu. V jedné ze slepých chodeb okruhu turisté narazí na základovou zeď kostela sv. Ignáce z Loyoly, která při výstavbě ve druhé polovině 17. století přerušila spojení dvou podzemích systémů. Římskokatolická církev zde v blízkosti hradeb nechala vystavět soustavu hrobek, které byly využívány hlavně ve válečných dobách. Celý prohlídkový okruh je elektricky osvětlen.
Druhý okruh zvaný Alfa vede pod jihovýchodní stranou Masarykova náměstí (tzv. dolní náměstí) a celkem měří 2 370 metrů. Jeho součástí je největší spleť podzemních chodeb v historickém jádru města. Jsou však nešetrně vybetonovány, čímž ztratily svůj historický ráz. Dříve zde prováděli turisty po 1,8 km měřící prohlídkové trase, pak byl tento neosvětlený okruh uzavřen. Důvodem byla instalace inženýrských sítí a obavy z jejich poškození. Název dostal po bývalé restauraci Alfa stojící právě na dolním náměstí.

## Popis
Celkově jihlavské podzemí zaujímá 50 000 m2 (5 ha) a má asi 25 km na délku, 19 km tvoří ucelený labyrint pod středem města, dalších 6 km jsou lokální úseky s maximálně 3 vstupy. Před zavážením a sanací v 60. letech 20. století pravděpodobně měřilo podle starých pramenů až 56 km.
Až do 20. století žádné zmapování chodeb neproběhlo. Během druhé světové války se o zhotovení plánů pokusil jihlavský německý stavitel, který do hlubin sestoupil více než stokrát, ale skoro dokončenou mapu nacisté zničili. Po válce o katakomby nikdo nejevil větší zájem, mnohé chodby byly objeveny náhodou. Až roku 1964 vznikla během hydrogeologického průzkumu kompletní mapa.
Z map vyplývá, že budování chodeb nebylo prováděno plánovitě, jde spíše o náhodná spojení. Sjednocování začalo až při odvodnění a pročištění podzemí, mohlo se také jednat o vojenské využití. Chodby byly spojovány i při zatím posledním sanování podzemí v 60. letech.
Chodby jsou často položeny v několika patrech nad sebou. Tvoří labyrint sálů, síní, výklenků, slepých větví a chodeb. První patro tvoří většinou chodby mezi sklepeními a je v hloubce 2–4 metrů. Razilo se ve 14. století. Druhé patro, kam lze sestoupit po mnoha schodištích z patra prvního, bylo raženo v 5–7 metrech (v jiných pramenech se uvádí 4–6). Hloubilo se v 16. století.

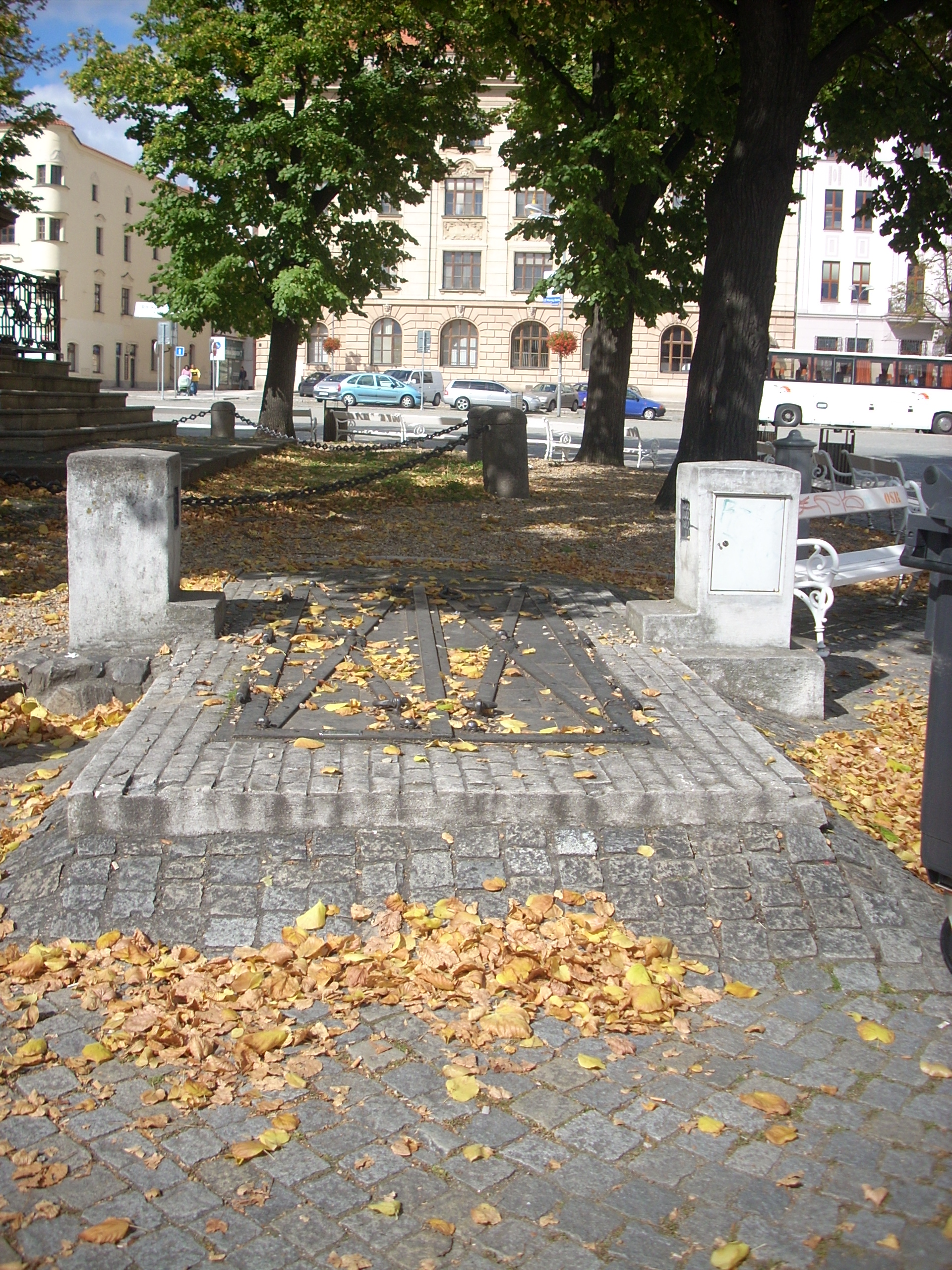
Vchod z Masarykova náměstí

Pod významnějšími objekty se nachází i třetí patro v hloubce 10–14 metrů (v jiných materiálech se uvádí 8–14 metrů), nejhlubší místo se nalézá 22 metrů pod povrchem. Třetí patro nemělo odtokový žlab, proto na konci chodeb byly v nejnižších místech vytesány vsakovací jámy (tzv. gravitační odvodnění), jimiž se voda ve skalních puklinách samovolně ztrácela. Ovšem tyto chodby často bývají částečně či zcela zaplaveny vodou. I třetí patro se hloubilo v průběhu 16. století. Třetí patra můžeme nalézt pod domy č. 2 a 4 na Znojemské ulici, č. 22 na Mrštíkově a pod objektem č. 64 na Masarykově náměstí.
Šířka chodeb se pohybuje od 0,8 m do 2,5 m, původní šířka před opravami byla cca 2–2,5 metru. I výška katakomb má velký rozptyl od 1,2 m až k 3,5 m. Po problémech se statikou v průběhu staletí docházelo ke zpevňování cihlovými pásy, čímž byl profil chodeb zmenšen mnohdy až na polovinu. Poprvé se zde pomocí kamenů a cihel zdilo ve 14. století. Nejdelší propojovací chodba dosahuje délky 200 metrů.
Měšťané pro svou ochranu nechali vyhloubit i falešné tunely, aby nepovolané osoby dezorientovali. Na stěnách chodeb jsou nakresleny značky pro lepší orientaci.
Ještě ve 20. století se dalo do jihlavských podzemních chodeb vejít náhradními vstupy včetně šachet kanálů, ovšem po častém zneužívání ze strany bezdomovců jsou tyto vstupy obvykle zabezpečeny.
Například od radnice vedou chodby až do centra náměstí, kde se u morového sloupu nachází otvor se schodištěm, tudíž do katakomb lze sestoupit i ze středu náměstí, tímto otvorem také vychází každoroční Jihlavský havířský průvod. I na dolním náměstí byl nalezen podobný vstup, našli jej v roce 1961 při hloubení rýhy pro kanalizační potrubí. Ústí kryly dva ploché kameny, které ležely půl metru pod původní kamennou dlažbou.
Dno chodeb tvoří udusaná hlína a také cihlová dlažba. Středem podlahy vedly odtokové žlábky, obložené a kryté plochými kameny, odvádějící podzemní i prosakující vodu. Voda se shromažďovala v nižších patrech a zde se částečně vsákla do podloží nebo se dále využívala. Při obléhání města ve středověku se tyto odtokové štoly bezpečně uzavíraly.
Podzemí odvětrávaly pomocí průvanu tři typy komínů vedených ze stěn a stropu chodeb a ústící do ulic a na náměstí. Zakrývají je ventilační uzávěry. Jsou to čtvercové kamenné dlaždice nebo kamenné vypouklé desky o průměru 60 cm vsazené mezi klasickou dlažbu. Uprostřed těchto kamenných desek se nacházel kulatý otvor, jenž byl pro větší bezpečnost osazen želízkem ve tvaru kříže či hvězdy. Jeden exemplář s hvězdicovitým kováním se nachází na dolní části Masarykova náměstí, druhý lze najít ve dvoře jihlavské radnice.
Při úpravách povrchu náměstí a ulic v roce 1961 většinu větracích šachet zaslepili zasypáním štěrkem nebo zalitím asfaltem. Následkem toho se v podzemí značně zvýšila vzdušná vlhkost v průměru na 95 %, místy se ovšem pohybuje až na 100 %. Teplota se zde celoročně pohybuje v rozmezí 8 až 12 °C.

### Svítící chodba

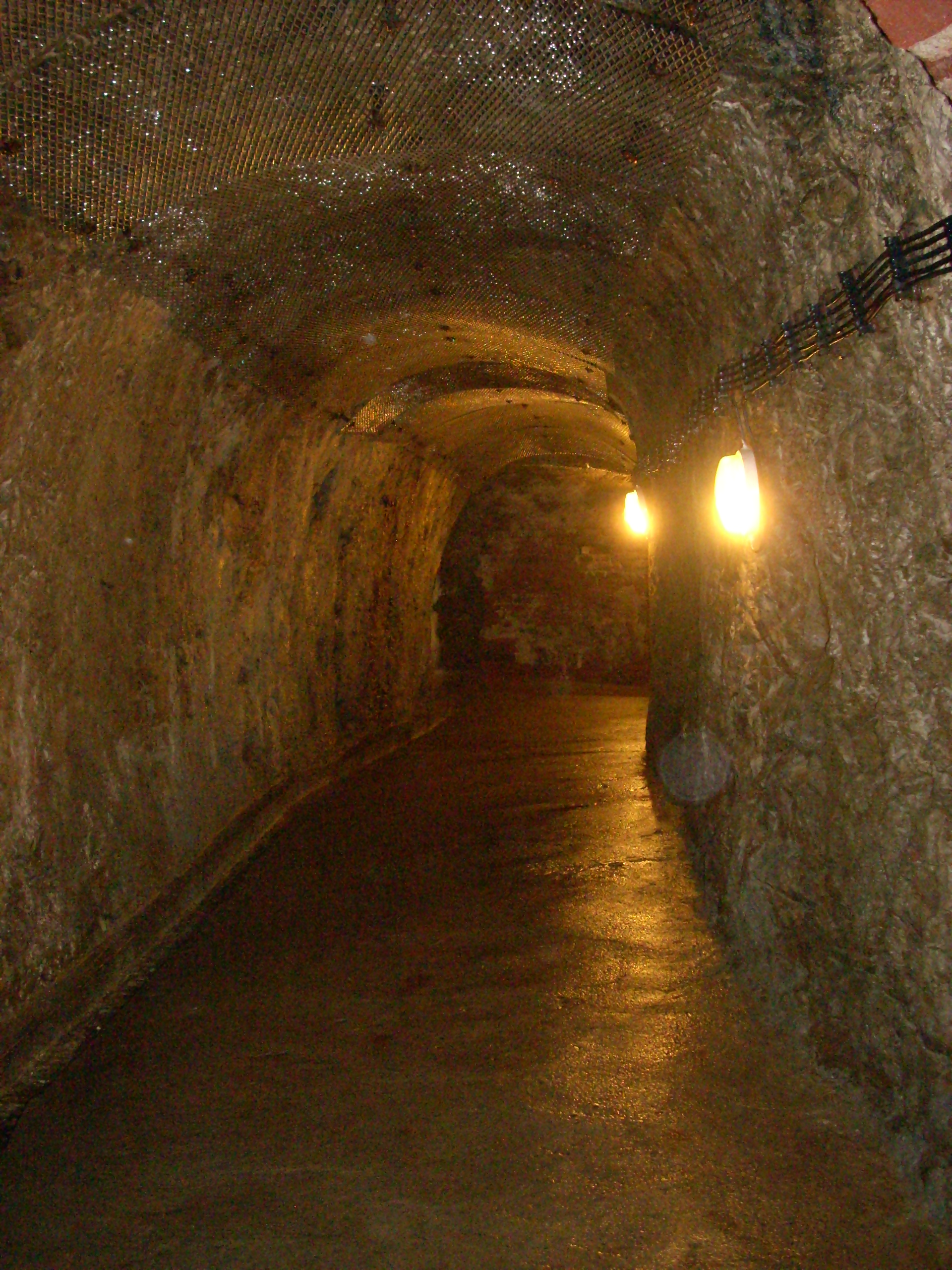
Tzv. svítící chodba

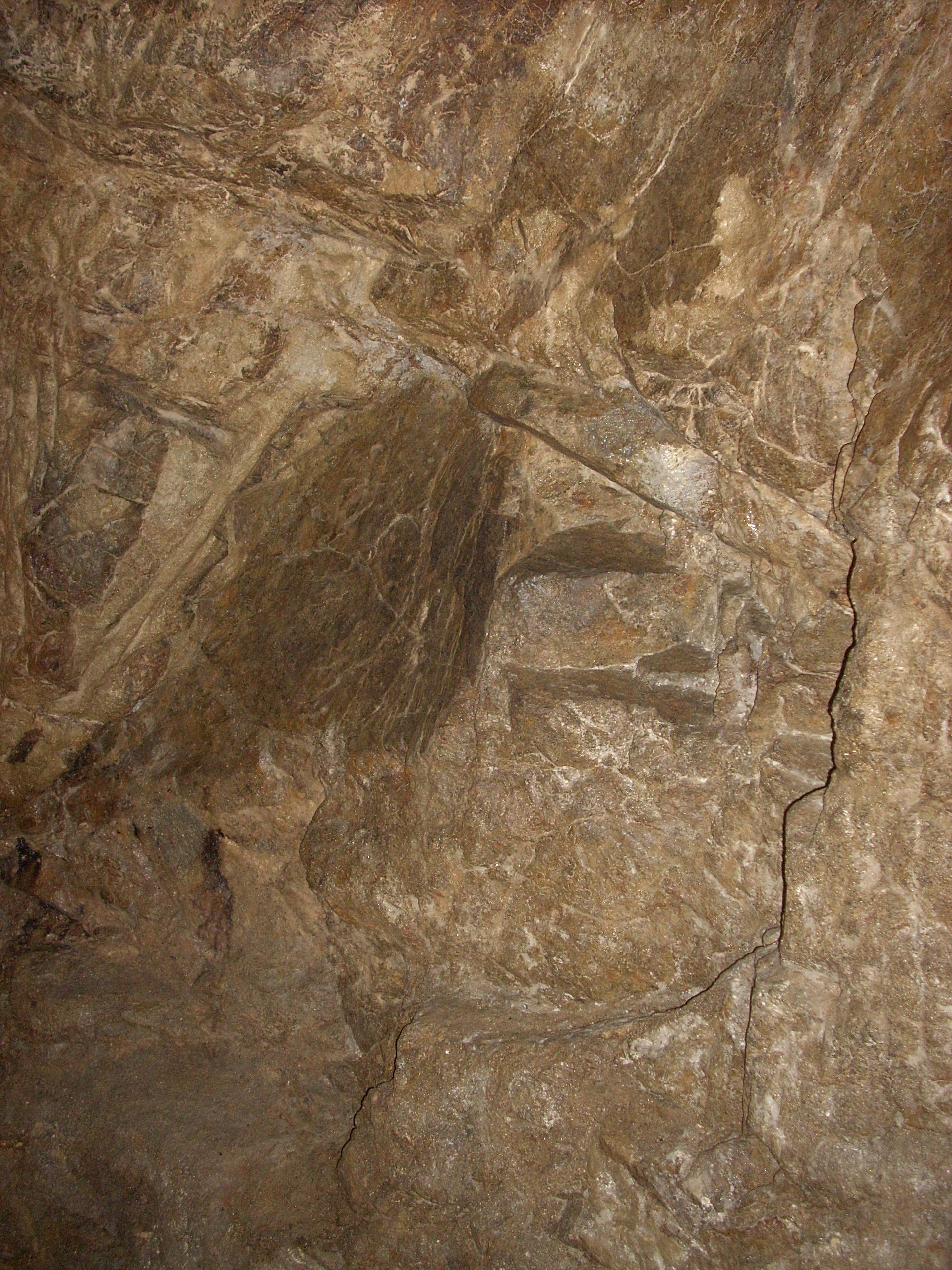
Výklenek

Amatérští speleologové ze spolku Černé slunce katakomb v roce 1978 objevili v katakombách chodbu, jejíž stěny svítí. Název svítivka jí dali členové občanského sdružení Jihlavský netopýr, kteří se od roku 1990 o tuto jihlavskou památku začali starat.
V jihlavských tunelech by podle správce majetku města Jihlavy, Jana Šustra, který v katakombách v době jejich znepřístupnění provázel na požádání, měla pod městem existovat ještě jedna svítící chodba v délce 330 metrů, ovšem dlouho se o ní nevědělo. Až v 21. století byla nalezena další světélkující chodba, dokonce svítí více než ta první, což souvisí s pravděpodobným stíráním nátěru návštěvníky v chodbě pod městskou knihovnou. Nachází se pod křižovatkou Znojemské a Brněnské ulice. Sdružení ovšem neplánuje její zpřístupnění veřejnosti.
Zpřístupněná svítící chodba se nachází v podzemí kostela sv. Ignáce a bývalých kasáren, kde za války sídlil wehrmacht. Jedná se o úsek katakomb, jehož stěny po ozáření ve tmě světélkují jemně nazelenalým světlem. Chodba se rozkládá 11,60 metrů pod povrchem, je široká 2,1 m, vysoká 2,9 m a dlouhá 12 m. Její povrch pokrývá měkká bílošedá hmota. Svítivka je z části ražena ve skále, z části je obezděna cihlami, tato obezdívka pravděpodobně pochází ze druhé poloviny 17. století. Podloží se skládá z živce (56–59 %), křemene (29–32 %), biotitu (29–32 %) a muskovitu (1–4 %). Dlouho se myslelo, že chodba svítí trvale a sama od sebe bez čerpání jakékoliv energie.
O původu světla existovaly různé domněnky, například že se jedná o zbytky stříbra po jeho vytěžení, což vyvrátila geologická expertiza, jež odhalila, že zdejší rula žádné stříbro neobsahovala, a i tvar chodeb je zcela odlišný od důlních štol. Později záhadologové přikládali svit nerostu zvanému willemit (Zn2[SiO4]). Mezi další vysvětlení patřil světélkující fosfor pocházející z mnichů pohřbených nad chodbou, dále pak světélkující bakterie, plísně či houby, také se spekulovalo o nějaké radioaktivní hornině (smolinec či pod.) nebo o příměsi radioaktivního zářiče přímo v látce (kupř. mesothoria), ovšem po změření radioaktivity byla tato možnost vyloučena. Občanské sdružení Jihlavský netopýr proto požádalo o seriozní průzkum. Nakonec tajemství světla odhalil záhadolog Ivan Mackerle, jenž díky chemickým rozborům a rentgenografické strukturální analýze geochemika Waltera Pavliše z Přírodovědecké fakulty Karlovy univerzity zjistil, že nátěr se skládá z barytu a wurtzitu (hexagonální modifikace ZnS). Tento typ wurtzitu patří mezi silné luminofory, byl uměle vyráběn pod názvem Sidotovo blejno. Willemit se v nátěru nachází rovněž, ovšem pouze v 1% koncentraci. Výskyt barytu vysvětlil další vědec Věnceslav Patrovský, když poukázal na to, že baryt přimíchávali nacisté za druhé světové války jako plnidlo do lacinějších druhů uměle vyrobených luminoforů, do této kategorie spadá i výrobek firmy IG Farben Leverkusen s názvem Lichtgelb, obsahující sfalerit s 50% příměsí síranu barnatého. Tato barva byla za protektorátu v běžném prodeji a často ji využívali ke značení cest k objektům sloužícím jako protiletadlová ochrana, neboť byla vidět i ve tmě při výpadcích elektrického proudu. I další zkoumání toto odhalení potvrdilo, tudíž se opravdu jedná o luminiscenční impregnaci omítky, barva se nachází přímo ve směsi malty, která mohla být na zeď aplikována nátěrem, nástřikem nebo náhozem zednickou lžící. Nejasností zůstává ovšem období, kdy k nátěru došlo. Předpokládá se, že během druhé světové války, kdy část katakomb sloužila jako protiletecký kryt, či podzemí mohli využívat nacisté k pokusům se svítivostí této látky.
Podobným průzkumem se zabýval i reportér časopisu Koktejl Zbyněk Pavlačík, který ovšem mylně identifikoval místo wurtzitu jemu podobný sfalerit (krychlová modifikace ZnS). Ten nepatří mezi luminafory, což Pavlačíka vedlo k závěru, že chodba je natřena uměle vyrobenou sloučeninou sulfidu barnatozinečnatého (BaZn)S.

### Výklenek
Výklenek se nachází na okraji svítivky ve skalnaté stěně, připomíná gotickou bránu, prochází tudy geologický zlom. Senzibilové popisují, že zde cítí proud zlé, negativní energie proudící z výklenku příčně chodbou. Povídá se, že je to brána do jiné reality. Právě odtud dle výpovědí návštěvníků přicházejí a zde opět mizí přízraky a stíny.
Uvažovalo se o existenci tajných zazděných prostor hned za výklenkem. Proutkař a léčitel Rudolf Pitra tvrdil, že jeho virgule dutinu za výklenkem skutečně ukazuje. Brněnští geofyzikové prozářili chodby geofyzikálním radarem, který ukázal, že se tam nalézá pravidelná čtvercová dutina, jakási skrytá komnata nebo schodiště vedoucí někam dolů, ovšem pravděpodobně zčásti či zcela zasypané. Rozhodlo se o navrtání do tohoto prostoru, což povolil tehdejší starosta Jihlavy František Dohnal. Podle radaru měl vrták narazit na dutinu hned po prvním půl metru, ovšem vrták byl už v hloubce dva metry a stále nic, jen plná skála. Provedly se další tři zkušební sondy na jiných místech, ovšem se stejným výsledkem.

## Záhady
Amatérští badatelé i někteří návštěvníci v prostorách této pamětihodnosti údajně slyšeli tajemné hlasy či zahlédli stíny procházející chodbou. Černý stín podivné postavy se zvednutou paží a tenkým krkem, jež měla na hlavě jakousi přilbu či dlouhé, dole rovně zastřižené vlasy, v blízkosti svítivky natočil i reportér Stanislav Motl, který v podzemí čtyřikrát přenocoval, při natáčení pořadu Na vlastní oči televize Nova, která reportáž odvysílala v září 1997. V říjnu téhož roku pro velký ohlas diváků proběhla rekonstrukce, která vyloučila, že by se mohlo jednat o vědomou manipulaci či o Motlův stín.
Při dalším pokusu zde nainstalovali citlivou kameru pro termovizi, neboť údajné zjevování přízraků prý často doprovázejí změny teploty bez vnější příčiny. Ve stejnou dobu, kdy reportér Motl nafilmoval postavu, tedy v půl páté ráno, ve výklenku poklesla teplota o jeden a půl stupně po dobu 6 minut, poté se vrátila do původního stavu (10,4 °C).
Jednotlivci i skupiny návštěvníků zahlédli jakési stíny, které procházely chodbou a mizely většinou ve zdi či tmě v blízkosti výklenku u svítivky. Tento jev popisovali jako postavu připomínající mnicha v kápi. Objevovala se tvrzení, že zaslechli ozvěnu kroků či vzdálenou chrámovou hudbu.
Podle mnoha psychotroniků a senzibilů, kteří Jihlavu navštívili, by se pod již známými chodbami měly nacházet další podzemní prostory, které údajně spojovaly církevní stavby a možná i radnici. Údajně byly napojeny na síť chodeb procházejících celým územím České republiky.

### Atentát na Hitlera
V jihlavském podzemí se měl připravovat atentát na Adolfa Hitlera během jeho návštěvy Jihlavy v roce 1939. Zmiňuje se o tom kniha Jiřího Vybíhala Jihlava pod hákovým křížem. Dne 15. března 1939 zatklo gestapo sekretáře jihlavské komunistické strany Jana Appelfelda. Nálož měl umístit do větrací šachty pod pódiem před jihlavskou radnicí, kam se dalo snadno vejít vstupem nedaleko kostela sv. Ignáce. Po finanční stránce se na atentátu údajně podíleli jihlavští židovští obchodníci, ovšem pravděpodobněji zní verze, že jihlavští Němci na sebe chtěli strhnout pozornost „vůdce“ a ukázat, jak dbají o jeho bezpečnost. Jiří Vybíhal se domnívá, že možná právě kvůli tomuto incidentu nakonec Hitler do Jihlavy vůbec nepřijel.